# Trichomanes resinosum
Trichomanes resinosum är en hinnbräkenväxtart som beskrevs av Robbin C. Moran. Trichomanes resinosum ingår i släktet Trichomanes och familjen Hymenophyllaceae. Inga underarter finns listade.